# 愛你九週半2
《愛你九週半2》（英語：Love in Paris，美国发行名为）是1997年美国情色爱情片，1986年電影《愛你九週半》的續集，主演米基·洛克繼續飾演約翰·格雷，安琪‧艾沃赫特聯合主演。這部續集由安妮·高爾桑執導，在美國直接以录像形式發行，評價不佳。

## 剧情
伊麗莎白（第一部電影中由金·貝辛格飾演的角色）離開約翰十年後，他陷入了抑鬱和孤獨的世界，伴有自殺傾向。當他收到參加巴黎藝術展的邀請時，得知該展覽將展出伊麗莎白的一些畫作，他立即登上飛往法國的飛機，希望能與她交談。
他到達拍賣行，买下了她所有的藝術品，但伊麗莎白並不在那裡。不过，他看到了另一位美麗的女人（安琪‧艾沃赫特飾），她的披肩與他多年前送給伊麗莎白的披肩一模一樣。這個女人的名字叫利·卡洛特。她說她是伊麗莎白的密友，伊麗莎白現在生活在另一個國家，婚姻幸福。
約翰懷疑利有什麼事情沒有告訴他。很明顯，伊麗莎白告訴了她他們關係的私密細節。利是一名時裝設計師，她顯然被約翰所吸引，約翰也開始對她產生好感。他們開始了一段充滿激情的戀情，但利在回答有關伊麗莎白的問題時仍然閃爍其詞。
約翰還與利的美麗助手克萊爾關係密切，克萊爾與她的男友處於虐待關係。隨著約翰越來越接近發現伊麗莎白命運的真相，他被迫審視自己過去的行為如何改變了他這個人，以及他是否能成為利希望他成為的那種情人。

## 演员
- 米基·洛克 饰 约翰·格雷
- 艾葛莎·德·拉·方丹（英语：Agathe de La Fontaine） 饰 克莱尔
- 安琪‧艾沃赫特（英语：Angie Everhart） 饰 利·卡洛特
- 史蒂芬·貝寇夫（英语：Steven Berkoff） 饰 维托里奥·达西尔瓦
- 多格雷·斯科特 饰 查利